# سرگئی چاپلیگین
سرگئی چاپلیگین (روسی: Серге́й Алексе́евич Чаплы́гин؛ زاده ۵ آوریل ۱۸۶۹ – درگذشته ۸ اکتبر ۱۹۴۲) یک ریاضی‌دان و فیزیک‌دان اهل روسیه بود.